# Esther Azzopardi
Esther Azzopardi, z domu Farrugia (ur. 12 grudnia 1981) – maltańska rugbystka i sędzina piłkarska. Pracuje także jako nauczycielka wychowania fizycznego.
Esther Azzopardi jest zawodniczką Kavallieri WRFC oraz kobiecej reprezentacji Malty w rugby siedmioosobowym, w której pełni rolę kapitana. Zagrała również na pozycji bramkarza w piłkarskiej reprezentacji Malty kobiet.
Jest także sędziną piłkarską. Jej ojciec, Ronnie Farrugia również był sędzią. Kurs sędziowski przeszła w 1998. 23 stycznia 2005 stała się pierwszą kobietą, która w roli asystenta sędziowała spotkanie męskiej ligi maltańskiej. Od 2007 jest sędzią międzynarodowym FIFA. 29 listopada 2009 została z kolei pierwszą kobietą, która jako główny arbiter poprowadziła mecz w męskiej lidze maltańskiej. Sędziowała także spotkania kobiecych reprezentacji narodowych, kobiecej Ligi Mistrzów oraz kobiecych Mistrzostw Europy U-17 2009 i Mistrzostw Europy U-19 2010.